# 弥勒会见记
《弥勒会见记》（焉耆文拉丁转写为Maitreya-Samiti-nāṭaka，全称为《弥勒会见记剧本》；回鹘文拉丁转写为maitrismit）亦可译为《弥勒三弥底经》《弥勒下生经》。是一部由28幕（一个序幕和二十七个正幕）组成的佛教文学作品。内容讲述的是弥勒生平故事。现存世主要有吐火罗文（焉耆文）本和回鹘文本，分别藏于科学和文学院、柏林勃兰登堡科学院、新疆维吾尔自治区博物馆等地。
2008年3月，中华人民共和国国务院批准颁布首批《国家珍贵古籍名录》，其中包括《弥勒会见记》。

## 主要内容
《弥勒会见记》应该是佛教徒庆祝弥勒成为未来之佛的节日而创作的文学作品。性质上属于小乘佛教说一切有部之作品，但受到大乘佛教的影响。其中内容不仅追求阿罗汉，也有菩萨之理想。《弥勒会见记》共28幕（章），其中序幕（章）是佛教的说教、布施者的功德回向，第一幕（章）到第二十七幕（章）为正文，主要描写弥勒一生。
故事大致内容为：弥勒出生名门，自幼聪慧，跟随跋多利婆罗门修行。师徒二人一日受到托梦神示，欲前往摩揭陀拜谒在此讲经说法的释迦牟尼佛。跋多利已有一百二十岁高龄，难以成行。于是派弟子弥勒与伙伴共十六人前往拜谒。弥勒等告别老师，前往释迦牟尼处学法，成为释迦牟尼弟子。释迦牟尼讲述未来佛的故事后，弥勒向释迦牟尼请求做未来佛，以解救众生。于是弥勒降生在翅头末城的大臣家。从宝幢毁坏种悟得无常之理，并出家。在龙华树下得正觉，在鹿野苑转动法轮，谱图众生。弥勒甚至前往大小地狱解救受苦众生。

## 文本
现存的《弥勒会见记》以吐火罗文（焉耆文）和回鹘文两种文字为主，但也可能存在粟特文本之残页。《弥勒会见记》最初由印度文（可能指梵文，也可能指某印度俗语）创作完成。由毗婆沙师圣月编译成吐火罗文（焉耆文），之后智护羯摩师又根据吐火罗文《弥勒会见记》翻译为回鹘文。19到20世纪之交，《弥勒会见记》重新进入世人眼中。自此后的1个多世纪间，艾密尔·西克、葛玛丽等德国学者，色那西·特肯等土耳其学者；乔治-让·皮诺特等法国学者先后将两种语言的《弥勒会见记》转写、翻译为拉丁字母转写吐火罗文、德文、英文的译释本、段落翻译等并对其进行研究。较为系统的《弥勒会见记》汉译本包括季羡林《吐火罗文〈弥勒会见记〉译释》和耿世民的《回鹘文哈密本〈弥勒会见记〉研究》。伊斯拉菲尔·玉素甫等学者不仅参与了汉译本，还将序幕（章）及部分章节翻译为现代维吾尔语。

### 吐火罗文（焉耆文）本
梵文《弥勒会见记》并未发现实物，而吐火罗文（焉耆文）本和回鹘文本写本可以收藏和出土地区分为不同版本。吐火罗文（焉耆文）本《弥勒会见记》可分为“德国本”和“新博本”，“德国本”为1906年，阿尔伯特·冯·勒柯克等人组织的德国吐鲁番考察队自焉耆县舒木楚克遗址发现。1974年，焉耆县七个星佛寺遗址的北大寺出土吐火罗文（焉耆文）本《弥勒会见记》，现存于新疆维吾尔自治区博物馆。该本被称为“新博本”，纵21厘米，横18厘米有余，共44页，88面，为淡黄褐色厚硬纸。出土时叠放一起，左侧大约三分之一被烧毁，严重书页的仅存几行字，保存较好的正反面各有8行字。:566-567另外，1965年在锡克沁千佛洞也发现有吐火罗文（焉耆文）的《弥勒会见记》。

### 回鹘文本
回鹘文《弥勒会见记》主要可分为“吐鲁番本”（亦被称为“德国本”）和“哈密本”。其中“吐鲁番本”（“德国本”）为德国吐鲁番考察队从吐鲁番木头沟、胜金口发掘而来，故“吐鲁番本”（“德国本”）可细分为“木头沟本”和“胜金口本”。德国学者葛玛丽在20世纪50年代和60年代影印刊布德国美因茨科学和文学院和柏林柏林勃兰登堡科学院收藏的“吐鲁番本”（“德国本”）回鹘文《弥勒会见记》残卷，不过葛玛丽认为共有6种写本，所刊布之残卷2种为“木头沟本”，两种为“胜金口本”，另外两种未查明出土地点。“吐鲁番本”（“德国本”）回鹘文《弥勒会见记》现存超过600件残片，可能翻成于公元9世纪到10世纪。
1959年4月，哈密县天山公社（今哈密市伊州区天山乡）的村民发现回鹘文《弥勒会见记》“哈密本”。“哈密本”现由新疆维吾尔自治区博物馆收藏。回鹘文《弥勒会见记》“哈密本”共293页，其中超过110页保存完好，纸页黄褐色，质地厚硬。完整尺寸大约为横74厘米，纵21厘米。正反两面均印有文字，其上下页边距相等，每页从左至右使用黑墨竖写30行或31行。:565-567哈密本回鹘文《弥勒会见记》为抄本，至少有三人完成抄写。2012年，在哈密市伊吾县新发现约200件文书残页，是“哈密本”的补充。哈密本是中国大陆收藏的篇幅最大的回鹘文写本。

## 文体体裁
《弥勒会见记》属于早期佛教文学作品，吐火罗文（焉耆文）本和回鹘文本二者内容相近，但风格迥异，故对《弥勒会见记》是何文体，研究者观点并不统一。吐火罗文（焉耆文）《弥勒会见记》写明其为Nāṭaka，即戏剧，但其内容相比于如《五卷书》等叙事文学更为近似。早期研究《弥勒会见记》的学者艾密尔·西克、威廉·西格林因吐火罗文（焉耆文）的戏剧性制模糊且单薄，认为该书为叙事作品而非剧本。不过随着研究继续，艾密尔·西克根据书名、书中常见的舞台用语、丑角的出现判断其为剧本。德国语言学家维尔纳·温特则依文中动词时态，判断其有喜剧特性。季羡林的观点认为吐火罗文（焉耆文）本虽为剧本，但是尚处于雏形阶段。
回鹘文本《弥勒会见记》相较于吐火罗文（焉耆文）本，戏剧特征更少。起原因可能因为智护羯摩师翻译《弥勒会见记》是弘扬佛法，而非传播戏剧。也可能是宣扬弥勒信仰的对象以及传统庆典习惯的改变。也因戏剧特征减少，对回鹘文本是否为剧本的争论更多。冯家昇认为回鹘文本时是由 《贤愚经·卷十二〈波婆离品〉》演绎的变文。耿世民最初判断回鹘文本为弘扬弥勒信仰的佛教剧本，之后倾向于其是戏剧雏形或看图讲故事。中国艺术研究院戏曲研究所研究员沈达人认为该书不具备戏剧的品格，而是叙事的讲唱文学。德国突厥学者葛玛丽对比吐火罗文（焉耆文）和回鹘文版本后，认为后者更似朗读剧本。曲六乙则认为《弥勒会见记》既具有戏剧特点，也包含对话体叙事说唱文学特点。中国艺术研究院戏曲研究所研究员孙崇涛认为回鹘文本如果是根据吐火罗文（焉耆文）本改制而来，就不能排除其为剧本的可能。中国艺术研究院戏曲研究所研究员毛小雨结合吐火罗文（焉耆文）和回鹘文版本后，认为其是上接包括梵剧在内的印度古典戏剧，下放大说唱艺术特质的承前启后的剧本。

## 成书年代
吐火罗文（焉耆文）《弥勒会见记》成书年代约为6到8世纪，即中国唐代。比回鹘文《弥勒会见记》早数百年。而最早的回鹘文《弥勒会见记》成书年代有众多不同观点。其一基于所用语言和文学特征等判断其成书于公元8世纪到9世纪，最早可能早于767年。另一观点为公元10世纪到11世纪，主要理由包括字体等。另外，也有判断回鹘文《弥勒会见记》成书于羊年，或为牟羽可汗当政时期的767年，或根据回鹘文本内容推测的1067年。